# Emilia Fogelklou

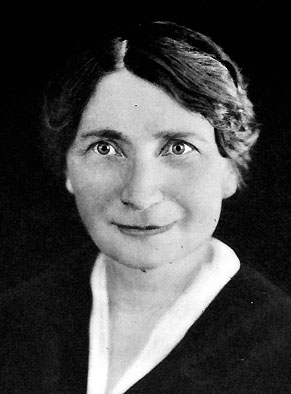
Um 1935

Emilia Maria Fogelklou-Norlind (* 20. Juli 1878 in Simrishamn/Österlen; † 26. September 1972 in Uppsala) war eine schwedische Theologin, Religionshistorikerin und Autorin.

## Leben
Emilia Fogelklou wurde 1878 als Tochter des Stadtrates Johan Fredrik Fogelklou und seiner Frau Maria Persson geboren in Simrishamn, einer Gemeinde in der südschwedischen Provinz Schonen. Nach dem Abitur besuchte sie das höhere Lehrerinnenseminar in Stockholm bis 1899 und war dann von 1902 bis 1905 als Lehrerin in Göteborg tätig. 1906 begann sie ein Bachelor-Studium an der Universität Uppsala mit den Schwerpunkten Religionsgeschichte, Literaturgeschichte, theoretische und praktische Philosophie und Pädagogik. 1907 veröffentlichte sie ihr erstes Buch Franz von Assisi.
1909 schloss sie als erste Frau in Schweden ihr Theologiestudium ab. 1910/11 war sie mit einem Olaus-Petri-Stipendium in England, Frankreich und Italien, um sich über die aktuellen philosophischen und religiösen Bewegungen zu informieren. In den nächsten Jahren war sie Lehrerin an verschiedenen Schulen und Volkshochschulen (folkhögskola). 1915 war sie Teilnehmerin am Internationalen Frauenfriedenskongress in Den Haag (Niederlande). Von 1918 bis 1919 war sie Lehrbeauftragte und dann Dozentin am Lehrerseminar in Kalmar. 1919 veröffentlichte sie die Biografie Birgitta über die heilige Birgitta von Schweden, bis 1920 hatte sie bereits ein Dutzend Bücher über Psychologie, Religion und Sozialwissenschaften geschrieben.
Emilia Fogelklou heiratete 1922 den Geographie-Dozenten und Dante-Übersetzer Arnold Norlind, sie siedelten in Jakobsberg in der Nähe Stockholms. Arnold Norlind starb bereits 1929 im Alter von 45 Jahren an Tuberkulose. Ihr Buch Arnold (1944) über ihren Mann sollte die Krönung ihres schriftstellerischen Wirkens werden. Nach 1923 nahm sie Abschied von den Vorlesungen, um sich ganz dem Schreiben und der Vortragstätigkeit zu widmen. Später war sie als Dozentin am nationalen Stockholmer Institut für Lehrerausbildung und an der Universität Stockholm tätig. Sie gehörte 1935 zu den Gründern der Quäker-Gemeinschaft in Schweden. 1943 war sie die erste Frau Schwedens mit Ehrendoktor in Theologie, verliehen von der Universität Uppsala.
Emilia Fogelklou lebte in ihren letzten Jahren in Altersheimen, ab 1962 in Djursholm und ab 1966 in Uppsala. In Uppsala starb sie 1972 in ihrem 95. Lebensjahr.

## Ehrungen
- 1932: Großer Preis des Samfundet De Nio, schwedischer Literaturpreis

## Werke (Auswahl)
- Allvarstunder. 1903.
- Om religionsundervisningen. 1904.
- Frans af Assisi. 1907.
- Medan gräset gror. 1911.
- Förkunnare. 1915.
- Från hövdingen till den törnkrönte. 1916.
- Från längtansvägarna. 1916.
- Ur fromhetslivets svensk-historia. 1917.
- Icke i trötthetens tecken. 1918.
- Birgitta. 1919.
- Ur historiens verkstad. 1919.
- Religionsundervisningen än en gång. 1919.
- Protestant och katolik. 1919.
- Från själens vägar. 1920.
- Apostlagärningarna. 1922.
- Så ock på jorden. 1923.
- Människoskolan. 1924.
- Vila och arbete jämte andra föredrag i praktisk psykologi. 1924.
- Befriaren i högtidssägner och bilder. 1925.
- Samhällstyper och medborgarideal. 1926.
- Människan och hennes arbete i psykologisk-historisk belysning. 1926.
- Emilia Fogelklous böcker. 1926.
- Kväkaren James Nayler. 1929.
- Samarbetets psykologi och förvärvslivets. 1929.
- Den allra vanligaste människan. 1931.
- Om den psykiska hälsovårdens mål och medel. 1932.
- Vad man tror och tänker inom svenska folkrörelser. 1934.
- William Penn. 1935.
- Psykiska faktorer i samband med frågan om krig eller fred. 1937.
- Två föredrag vid 35-årsfesten i Göteborgs högre samskola den 31 oktober 1936. 1937.
- Små handböcker för kristendomsundervisningen i folkskolan. 1939.
- Bortom Birgitta. 1941.
- Tror vi på det goda?. 1942.
- Hat och människomekanisering. 1943.
- Arnold. 1944, Neuausgabe 2009.
- Barhuvad. 1950.
- Helgon och häxor. 1952.
- På backen. 1952.
- Resfärdig. 1954.
- Form och strålning. 1958.
- Minnesbilder och ärenden. 1963.
- Brev till vännerna. 1979.
- Kära Ili, käraste Elin. 1988.